# Chantal Akerman
Chantal Anne Akerman (Brussel, 6 juni 1950 – Parijs, 5 oktober 2015) was een Belgisch filmregisseur, actrice, auteur, producent en componist die in Parijs woonde.
Haar bekendste film is Jeanne Dielman, 23 quai du Commerce, 1080 Bruxelles (1975). In 2022 werd hij gekozen tot beste film aller tijden. Andere invloedrijke films of documentaires zijn Je, tu, il, elle (1974), News from Home (1977), Les rendez-vous d’Anna (1978), Golden Eighties (1986), D’est (1993), La captive (2000) en No Home Movie (2015). Haar werk was van grote invloed op feministische filmmakers en de avant-garde cinema in het algemeen.

## Persoonlijk leven
Akerman werd geboren in Brussel, België, in een Joods-Pools gezin van Holocaust-overlevers.
Op 18-jarige leeftijd ging Akerman naar het Institut National Supérieur des Arts du Spectacle et des Techniques de Diffusion, een Belgische filmschool. Akerman stopte na het eerste semester om de kortfilm Saute ma ville te maken; ze financierde de kosten van de film door diamantaandelen te verhandelen op de Antwerpse beurs. Na haar opleiding aan het INSAS emigreerde Akerman naar New York. Daar maakte ze haar eerste korte film en haar eerste lange speelfilm Hôtel Monterey. Vervolgens vestigde ze zich in Parijs.
Chantal Akerman overleed in 2015 op 65-jarige leeftijd door zelfdoding.

### Familie
Haar vader was Alexis Akerman, haar jongere zus heet Sylviane Akerman. Haar moeder, Natalia (Nelly), had Auschwitz overleefd, waar Akerman's grootouders de dood vonden. Akerman en haar moeder waren van jongs af aan uitzonderlijk hecht; deze band en het familiale oorlogsverleden speelden een grote rol in haar werk. In News from Home (1976) dienen de brieven van Akerman's moeder, waarin alledaagse gezinsactiviteiten worden geschetst, als soundtrack voor de film. De film No Home Movie uit 2015 speelt zich af in het appartement (vooral in de keuken) van haar moeder en draait volledig rond de moeder-dochter relatie. De film verkent kwesties van metempsychose en het eindshot fungeert als een soort memento mori voor (het appartement van) de moeder.
In 2013 was Natalia Akerman stervende en vloog Akerman van New York naar Brussel om voor haar te zorgen. Tussen de zorgtaken door schreef ze aan Ma mère rit, een boek over haar kindertijd en de ontsnapping van haar moeder uit Auschwitz. Het boek is zowel een distillatie van de thema's die Akerman gedurende haar creatieve leven nastreefde, als een relaas van een typische moeder-dochter relatie. Het boek kent vele perspectiefwendingen en herinnert aan de stijl van Gertrude Stein, door zijn eenvoud, zijn herhalingen, zijn spaarzame interpunctie en lijnbreuken. Het boek bevat zowel familiefoto's als stills uit de films van Akerman.

## Werk

### Vroeg werk
Akerman beweerde meermaals dat ze op 15-jarige leeftijd, na het bekijken van Pierrot le fou van Jean-Luc Godard (1965), diezelfde avond nog besloot om filmmaker te worden. De film hielp haar ontdekken hoe filmmaken haar kon doen ontsnappen aan het kleinburgerlijke leven, haar van de mainstream kon doen afwijken.
In 1968 toonde Akerman, op aansturen van André Delvaux, haar eerste film Saute ma ville aan filmmaker, filmwetenschapper en schrijver Eric de Kuyper. Hij zond deze uit in zijn programma De andere film op de toenmalige BRT. De film was volledig gedraaid in haar moeders' keuken in Brussel. In 1971 ging Saute ma ville in première op het International Short Film Festival Oberhausen.
New York
In 1971 verhuisde Akerman naar New York. Ze vulde haar dagen met het uitvoeren van merkwaardige jobs, het bekijken van experimentele cinema en bleef daarnaast ook zelf films maken. In de Anthology Film Archives, de cinema van filmmaker Jonas Mekas bekeek ze films uit de Amerikaanse underground, van Michael Snow, Andy Warhol en andere naoorlogse avant-gardisten.
Daar maakte ze haar eerste langspeelfilm, de stille film Hotel Monterey (1972) en de daaropvolgende korte films La Chambre 1 en La Chambre 2. Alle drie worden ze gekenmerkt door het gebruik van lange takes. Deze langgerekte scènes oscilleren tussen vorm en inhoud: net zoals bij structuralistische films (niet te verwarren met het literair en filosofische structuralisme) is de vorm van de film primordiaal. De films van Akerman uit deze periode vormen ook het begin van haar samenwerking met cinematografe Babette Mangolte.
In 1973 keerde Akerman terug naar België, en in 1974 kreeg ze kritische erkenning voor haar speelfilm Je, Tu, Il, Elle. Filmwetenschapper B. Ruby Rich merkte op dat Je, Tu, Il, Elle gezien kan worden als "de cinematografische steen van Rosetta van de vrouwelijke seksualiteit".

### Jeanne Dielman
Akermans belangrijkste film, Jeanne Dielman, 23 Quai du Commerce, 1080 Brussel, werd uitgebracht in 1975. Akerman was toen 25, jonger dan Orson Welles toen hij Citizen Kane maakte, jonger dan Jean-Luc Godard toen hij A bout de souffle maakte. De film wordt beschouwd als een van de grootste voorbeelden van feministisch filmmaken en maakte haar in één klap wereldberoemd. Het is een hypnotiserende, real-time studie van de verstikkende routine van een weduwe van middelbare leeftijd. Het hoofdpersonage, vertolkt door Delphine Seyrig, vult haar dagen met huishoudelijke taken en de zorg voor haar zoon. Door zich thuis te prostitueren probeert ze de eindjes aan elkaar te knopen. Door middel van langdurige shots en herhaling wordt de kijker naar een korte, maar gewelddadige climax geleid.
Bij de release van de film noemde The New York Times Jeanne Dielman het "eerste feministische meesterwerk in de geschiedenis van de cinema". De film werd onder andere door de The Village Voice uitgeroepen tot de 19e grootste film van de 20e eeuw. De film werd gesubsidieerd door het Belgische Ministerie van Franse cultuur, in Brussel opgenomen en door een jonge Belgische vrouw geregisseerd. Dit ontlokte schrijver en criticus Dirk Lauwaert de uitspraak dat het "de eerste Belgische film [is] die Belgicismen zonder complexen gebruikt en er zich niet door laat gebruiken".
Belgisch filmmaker Henri Storck speelde een prostituant in de film. De zoon van Jeanne Dielman werd door een jonge Jan Decorte vertolkt.
In 2022 werd de film verkozen tot "beste film aller tijden" door het British Film Institute (BFI).

### Latere carrière
Na Jeanne Dielman volgde nog onder andere Les Rendez-vous d'Anna (1978) met Aurore Clément, een bijna autobiografische roadmovie; de muzikale komedie Golden Eighties (1986) (met zangeres en actrice Lio); een Ernst Lubitsch- (of Woody Allen-) achtige Amerikaanse romantische komedie Un divan à New York (1996, met William Hurt en Juliette Binoche) en La Captive (2000, met Sylvie Testud en Stanislas Merhar), een Proust bewerking in samenwerking met Eric de Kuyper, beïnvloed door Vertigo van Alfred Hitchcock en de morbide melodrama's van Yevgeny Bauer.
In 2006 nam Chantal Akerman tegen haar zin een opdrachtfilm (een documentaire over Israël) aan, maar zette die naar haar hand; het resultaat is het erg persoonlijke werk Là-bas. Ze gebruikt voice-over bij hyperrealistische stilstaande opnames, opgenomen in Tel Aviv en gemonteerd in Parijs. De film raakt aan al haar vaste thema's: van ballingschap, de ballingschap van anderen, het terugtrekken in zichzelf, tijd, ruimte en huishoudelijke taken. De conclusie van de film luidt: "Het paradijs bestaat niet".
Sinds 1986 werkte Chantal Akerman vast met de monteuse Claire Atherton.
In 1991 was Akerman lid van de jury van het 41e Internationale Filmfestival van Berlijn.
In 2011 trad ze toe als docent aan de faculteit van het MFA Program in Media Arts Production aan het City College van New York als vooraanstaand docent en de eerste Michael & Irene Ross gasthoogleraar in Film/Video & Joodse Studies. Hoewel Akerman zeer intelligent was en in staat was om bijvoorbeeld filosofische begrippen snel te doorgronden, had ze een afkeer van 'academisme' en nodeloze, complexe theorievorming.
Vanaf midden jaren 90 ging ze zich ook toeleggen op het maken van video-installaties.

## Stijl

### Duur
Akerman werd zowel door de Europese arthouse cinema als de structuralistische film beïnvloed.
Akerman was onder de indruk van Michael Snow, met name zijn film Wavelength, die bestaat uit een enkel shot van een foto van een zee op een zoldermuur, waarbij de camera langzaam inzoomt. Akerman werd aangetrokken tot het minimalisme en de zogezegde 'saaiheid' van de structuralistische film, omdat het de focus op het plot van de toenmalige cinema verwierp. De filmmaakster gebruikte die "verveling" om bij de toeschouwer het verstrijken van de tijd, de duur, bijna lichamelijk te doen aanvoelen. Door het vastleggen van het dagelijks leven wordt de kijker aangemoedigd geduld te hebben en zich deze 'dode tijd' (temps mort) te laten welgevallen.

### Filmtaal
In haar boek Autoportrait en cinéaste (2004), beschrijft Akerman haar eigen werk als cinéma mineure of "mineure beelden", daarbij verwijzend naar Gilles Deleuze en Félix Guattari, wanneer zij het hebben over Franz Kafka, die de taal van een ander gebruikt, de dominante taal, en zich die toe-eigent om er zijn eigen ding mee te doen. Met "mineure beelden" bedoelt Akerman beelden in wording: "Het zijn geen statische beelden. We moeten absoluut andere beelden vinden. Beelden die nog niet tot herhalens toe gebruikt zijn. Van Deleuze komt ook het idee van het ‘oeuvre orpheline'. Daar hou ik van: het vergeten van de signatuur."
Akermans cinematografie wordt gekenmerkt door een 'droge' filmtaal en het ontbreken van metaforen en associaties. Haar minimalisme kwam echter ook voort uit de pragmatische beslissing, om eenvoudig te werk te gaan. In plaats van te focussen op plotontwikkeling, heeft zij volgens kunsthistorica Terrie Sultan "een bijna proustiaanse aandacht voor detail en visuele gratie". Deze referentie is niet toevallig: Akerman hield erg van Proust en heeft in 2000 van de vijfde roman van zijn A la recherche du temps perdu, La prisonnière, een verfilming gemaakt, La Captive.
Akerman stond aan beide kanten van de camera. In vele van haar films speelt zij zelf een personage of is ze zichzelf, zoals in Saute ma ville, Je, tu, il, elle, La Chambre, Là-bas en No Home Movie. Haar cinema wordt dikwijls bestempeld als autobiografisch.

### Thema's
Twee vaak voorkomende ruimtelijke thema's in haar werk zijn claustrofobische ruimtes, zoals een hotel, een klein appartement, een slaapkamer of een keuken, en het on the road of "onderweg" zijn van mensen.
De keuken
De keuken is een weerkerend decor bij Akerman, als plek om het kruispunt van vrouwelijkheid en huiselijkheid te verkennen.
In 1998 leest ze samen met Aurore Clément voor uit haar boek Une famille à Bruxelles (1998) vanuit de setting van haar keuken voor het Kunstenfestivaldesarts.
In Saute ma ville speelt ze zelf de hoofdrol en zingt vrolijk een keuken de vernieling in. Nadat ze het hoofd op een brander legt, wordt het scherm zwart en weerklinkt het geluid van een explosie. In No Home Movie is het appartement van haar moeder en dan vooral de keuken, het derde personage in de film. In één scène zitten de twee aan de keukentafel aardappelen te eten en vertelt ze haar moeder dat zelfs zij een paar huishoudelijke vaardigheden onder de knie heeft. Dit moment verwijst onwillekeurig naar de gedenkwaardige scène van het aardappels schillen in Jeanne Dielman, 23 Quai du Commerce, 1080 Bruxelles.
De keukens in haar werk zijn intieme ruimtes van verbinding en conversatie en dienen als achtergrond voor de drama's van het dagelijks leven. Sommige theoretici gaan daarin verder en zien de keuken, (traditioneel gezien, het vertrek van de vrouw) in de films van Akerman als een beperkende ruimte, een gevangenis in een patriarchale wereld.

### Invloed
Veel regisseurs hebben Akermans films aangehaald als een invloed op hun werk. Kelly Reichardt, Gus Van Sant en Sofia Coppola hebben Akerman als voornaamste inspiratiebron vermeld voor hun experimenten met het filmen "in real time". Ook Todd Haynes en Michael Haneke zegden door haar beïnvloed geweest te zijn.

### Feminisme
Hoewel Akerman vaak gesitueerd wordt binnen het feministische en queer denken, heeft de filmmaakster zich hier zelf niet zo over uitgesproken. Ze verzette zich tegen etiketten met betrekking tot haar identiteit als "vrouwelijk", "Joods" en "lesbisch". De filmmaakster pleitte voor een veelheid aan expressie, door uit te leggen dat "wanneer mensen zeggen dat er een feministische filmtaal bestaat, het is alsof ze zeggen dat er maar één manier is voor vrouwen om zich te uiten". Ze beweerde dat er evenveel verschillende filmische talen als individuen zijn. Het feministische idee dat het persoonlijke politiek is, vinden we ook bij Akerman terug. Haar films zijn echter geen volledig transparante, accurate weergaves van de sociale realiteit en kunnen dus niet bij vaste categorieën zoals "dé vrouw" of "hét feminisme" worden ingedeeld.

## Filmografie

### Langspeelfilms
- 1972: Hôtel Monterey
- 1973: Hanging Out Yonkers (onvoltooid)
- 1974: Je, tu, il, elle
- 1975: Jeanne Dielman, 23, quai du Commerce, 1080 Bruxelles
- 1977: News from Home
- 1978: Les Rendez-vous d'Anna
- 1980: Dis-moi
- 1982: Toute une nuit
- 1983: L'Homme à la valise
- 1984: Paris vu par... vingt ans après (segment)
- 1986: Seven Women, Seven Sins (segment)
- 1986: Golden Eighties
- 1986: Letters Home
- 1989: Histoires d'Amérique
- 1989: Les trois dernières sonates de Franz Schubert
- 1991: Nuit et Jour
- 1991: Contre l'oubli (segment)
- 1996: Un divan à New York
- 2000: La Captive
- 2004: Demain on déménage
- 2007: O Estado do Mundo (segment)
- 2011: La Folie Almayer

### Korte films
- 1968: Saute ma ville
- 1971: L'Enfant aime ou je joue à être une femme mariée
- 1972: La Chambre
- 1973: Le 15/8
- 1984: New York, New York bis
- 1984: Lettre d'un cinéaste: Chantal Akerman
- 1984: Family Business: Chantal Akerman Speaks About Film
- 1986: Mallet-Stevens
- 1986: Le Marteau
- 1986: La Paresse
- 1989: Trois strophes sur le nom de Sacher
- 2008: Women from Antwerp in November

### Documentaires
- 1983: Les Années 80
- 1983: Un jour Pina m'a demandé
- 1993: D'Est
- 1999: Sud
- 2001: De l'autre côté
- 2003: Avec Sonia Wieder-Atherton
- 2006: Là-bas
- 2009: À l'Est avec Sonia Wieder-Atherton
- 2015: No Home Movie

### Installatiewerken
- 1995: D'EST, au bord de la fiction
- 1998: Selfportrait/Autobiography: A Work In Progress
- 2001: Woman Sitting after Killing
- 2002: From the Other Side
- 2002: A Voice in the Desert
- 2004: Marcher ã côté de ses lacets dans un frigidaire vide
- 2007: In the Mirror
- 2007: Je, tu, il, elle, l'installation
- 2008: Femmes d'Anvers en Novembre
- 2009: Maniac Summer
- 2009: Tombée de nuit sur Shanghai
- 2012: La Chambre
- 2012: Maniac Shadows
- 2012: My Mother Laughs Prelude
- 2015: Now